# Saint-Benoît (Vienne)
Saint-Benoît ist eine französische Gemeinde mit 7306 Einwohnern (Stand: 1. Januar 2022) im Département Vienne in der Region Nouvelle-Aquitaine. Saint-Benoît liegt im Arrondissement Poitiers und ist Teil des Kantons Poitiers-5. Die Einwohner heißen Sancto-Bénédictins.

## Geographie
Saint-Benoît liegt am Fluss Clain, in den hier der Miosson mündet, und wird umgeben von den Nachbargemeinden Poitiers im Norden, Mignaloux-Beauvoir im Osten, Nouaillé-Maupertuis im Südosten, Smarves im Süden sowie Ligugé im Südwesten.

## Sehenswürdigkeiten

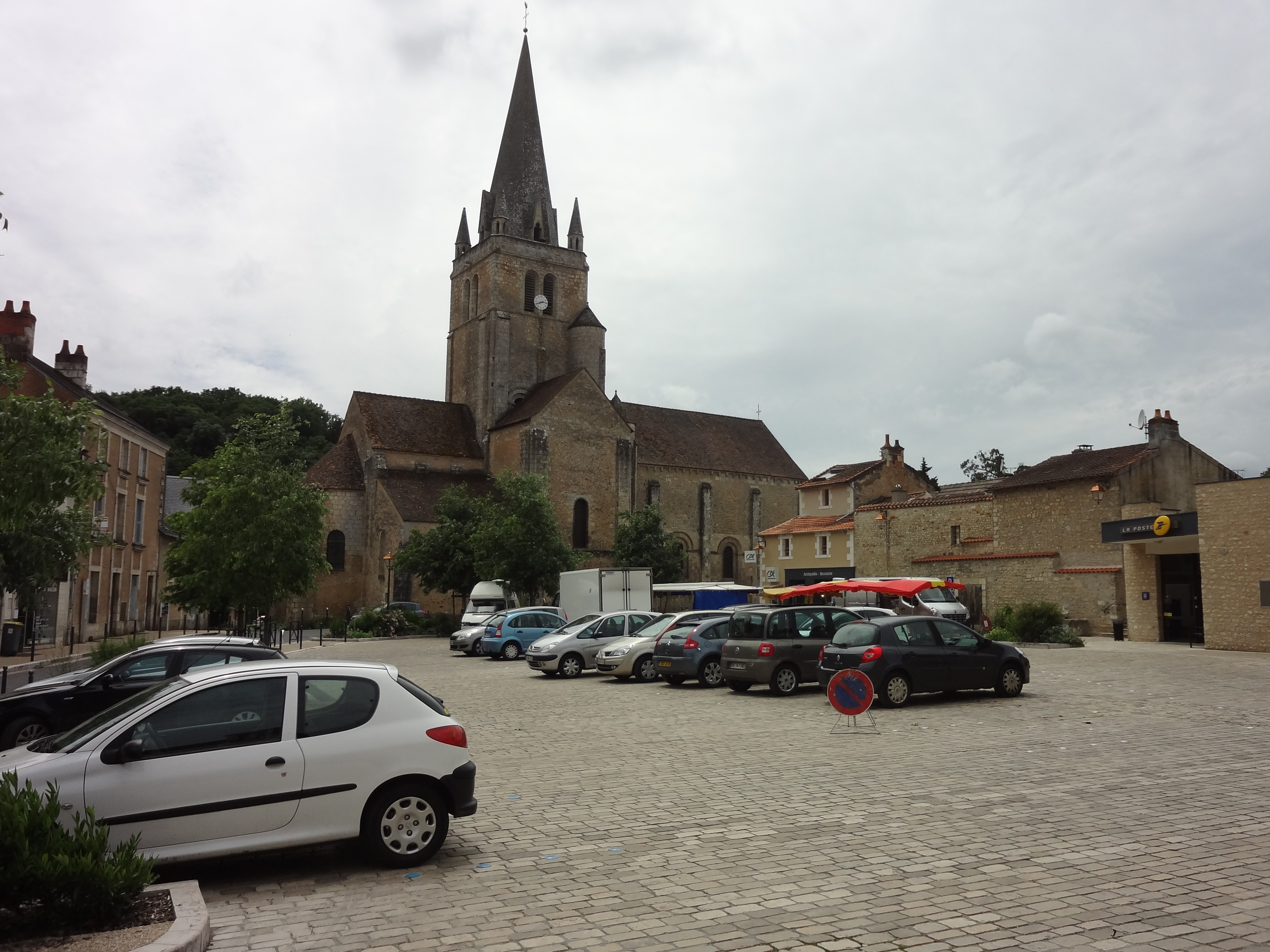
Kirche der Abtei Saint-Benoît-de-Quinçay

- In der Gemeinde befinden sich noch Reste eines alten römischen Aquädukts für das antike Lemonum (das heutige Poitiers).
- Abtei Saint-Benoît de Quinçay, begründet im 7. Jahrhundert, Bauten weitgehend aus dem 12. Jahrhundert
- Manoir du Fief-Clairet aus dem 17. Jahrhundert, für Charles Irland erbaut
- Château aus dem 19. Jahrhundert
- Viadukt, Brücke mit parallelgurtigem Metallfachwerk vom Anfang des 20. Jahrhunderts
- Mühle
- Die Gemeinde ist seit 1965 Standort der Benediktinerinnenabtei Heiligenkreuz von Poitiers.

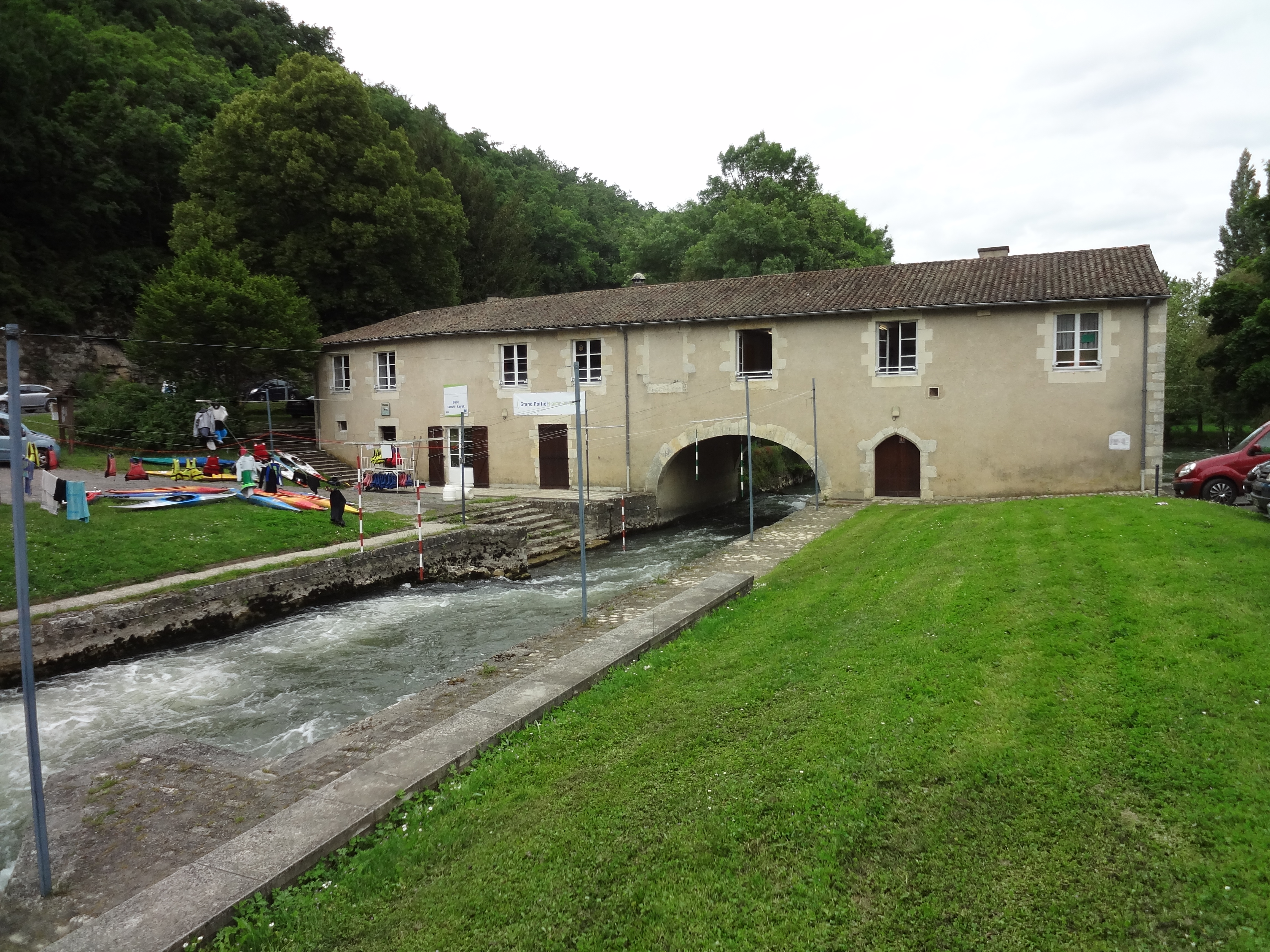
Mühle von Saint-Benoît

## Demographie
| Einwohner                                                  | 2.605 | 3.881 | 4.889 | 5.397 | 5.843 | 7.008 | 6.859 | 6.987 |
| Ab 1962 offizielle Zahlen ohne Einwohner mit Zweitwohnsitz |       |       |       |       |       |       |       |       |

## Gemeindepartnerschaften
Mit der deutschen Gemeinde Lorch in Hessen besteht seit 1976 eine Partnerschaft. Mit der britischen Gemeinde Cookham in Berkshire (England) unterhält die Gemeinde ebenfalls eine Partnerschaft.

## Verkehr
In Saint-Benoît zweigt die Bahnstrecke Saint-Benoît–La Rochelle-Ville von der Hauptbahn Paris-Bordeaux ab. Züge des Personenverkehrs halten an dem Bahnhof jedoch nicht mehr.

## Persönlichkeiten
- Noël Bernard (1874–1911), Botaniker